# Đông Nam Sulawesi
Đông Nam Sulawesi (tiếng Indonesia: Sulawesi Tenggara) là một tỉnh của Indonesia ở Đông Nam đảo Sulawesi. Tỉnh lỵ là thành phố Kendari ở bờ biển phía Đông. Hầu hết dân cư của tỉnh tập trung ở đảo Buton, ngoài khơi bờ biển phía Nam của Sulawesi, song gần đây số người đến sinh trú tại Kendari tăng lên rất nhanh.
Từ thế kỳ 17 đến đầu thế kỷ 20, vùng đất này nằm dưới sự ảnh hưởng của vương quốc Hồi giáo Buton và đến nay đạo Hồi vẫn là tôn giáo phổ biến nhất ở đây. Từ năm 1964, một phần ở phía Tây của tỉnh này tách ra thành tỉnh Sulawesi Selatan.
Hệ thống giao thông đường bộ ở Sulawesi tương đối kém phát triển. Việc đi lại phải dựa nhiều vào tàu phà trên biển và xe bus đường dài.
Sulawesi Tenggara có hai thành phố là Bau-bau và Kendari và có 9 huyện.